# Special Messenger
Pour plus de détails, voir Fiche technique et Distribution.
Special Messenger est un film américain produit par Kalem, réalisé par Sidney Olcott et sorti en 1911.

## Fiche technique
- Titre original : Special Messenger
- Réalisation : Sidney Olcott
- Directeur de la photographie : George K. Hollister
- Société de production : Kalem
- Pays :  États-Unis
- Longueur : 1000 pieds
- Dates de sortie :

## Distribution
- Gene Gauntier
- J.P. McGowan
- Sidney Olcott

## Anecdotes
Le film a été tourné à Jacksonville, en Floride, où Kalem dispose d'un studio, les mois d'hiver.